# 99-й окремий батальйон управління та забезпечення (Україна)
99-й окремий батальйон управління та забезпечення — військове формування у складі Сили спеціальних операцій Збройних сил України.

## Історія
На 2017 рік батальйон був розташований у Житомирській області у місті Бердичів.